# Harvest Moon 3D: A New Beginning
Harvest Moon 3D: A New Beginning (牧場物語はじまりの大地 Bokujō Monogatari: Hajimari no Daichi, lit. "Ranch Story: Land of the Beginning") "Ranch Story: Land of the Beginning") là một trò chơi Story of Seasons cho Nintendo 3DS.

## Lối chơi
Các tính năng mới của loạt Story of Seasons bao gồm tùy biến nhân vật phong phú, thiết kế nhà và đồ nội thất của nhân vật chính cũng như khả năng tùy chỉnh diện mạo của ngôi làng mà trò chơi diễn ra.

## Cốt truyện
Câu chuyện liên quan đến việc hồi sinh một thị trấn bị bỏ hoang tên là Echo Village, để người dân và động vật có thể quay trở về.
"Người ta nói rằng từ rất lâu rồi, có rất nhiều người sống ở Echo Village. Bây giờ nơi này giống như một hoang mạc. Từng người một, dân làng di chuyển đến thành phố và chỉ còn lại một vài cư dân bám trụ.
"Gần ngôi làng hoang vắng là một trang trại nhỏ. Bạn là người thừa kế trang trại cũ này từ cha mình, bạn lên đường đi đến Echo Village để làm việc và sống ở nông trại này. Trên đường đến trang trại, bạn tình cờ gặp một người đàn ông bất tỉnh giữa đường. Sau khi giúp anh ta tỉnh lại, anh ta giải thích rằng anh ta tên là Dunhill và đã nghe về bạn từ cha mẹ của bạn, họ đã từng làm bạn với nhau trong một thời gian dài. Họ đã viết cho anh ấy một lá thư cho biết bạn sẽ đến. Anh ấy chỉ cho bạn xung quanh ngôi làng, giải thích lịch sử của nó và dẫn bạn đến trang trại.
"Khi bạn bắt đầu phát triển trang trại, cả hai nghĩ ra một kế hoạch để hồi sinh thị trấn nhỏ. Bằng cách sử dụng các nhà xưởng gắn liền với trang trại, bạn sẽ cần xây dựng và trang trí nhà ở để lôi kéo dân làng trở về Echo Village. Dunhill sẽ giao cho bạn một Town Renovation Plan, trong đó là một loạt các nhiệm vụ sẽ giúp thị trấn có thêm nhiều cư dân. Nhiệm vụ của bạn là tuân theo kế hoạch của anh ấy, mở khóa các sự kiện và xây dựng các công trình, với mục tiêu hồi sinh ngôi làng."

## Chế độ đa nhiệm
Phần chơi mạng trong A New Beginning không phân vùng, nghĩa là người chơi từ tất cả các vùng có thể chơi cùng nhau. Trong chế độ nhiều người chơi, bạn có thể mang theo bò và động vật có lông (cừu, alpaca, v.v.) và đồ vắt sữa / cắt lông. Đôi khi một con vật khổng lồ sẽ sinh sản, cung cấp cho người chơi tới năm sản phẩm lớn. Người chơi mới bắt đầu có thể nhận được rất nhiều tiền từ việc thu thập các sản phẩm trong chế độ đa nhiệm. Người chơi cần mang theo một món quà, và sẽ được hoán đổi ngẫu nhiên vào đầu phiên. Người chơi có thể chơi với nhiều người khác qua mạng nội bộ hoặc Internet và với "Bất kỳ ai" hoặc "Bạn bè", yêu cầu tất cả các bên phải đăng ký mã bạn bè 3DS trong cùng hệ máy với nhau.

## Phát triển
Natsume, Inc. thông báo ngày 29 tháng 5 năm 2012 rằng Harvest Moon 3D: A New Beginning sẽ đến Bắc Mỹ. Trò chơi được Natsume phát hành sớm ở Bắc Mỹ vào ngày 19 tháng 10 thay vì gần hơn với ngày dự tính ban đầu là 6 tháng 11. Ngày 5 tháng 6 năm 2013 công bố thông tin phát hành tại Châu Âu bởi Marvelous AQL Europe trong quý 3 năm 2013. A New Beginning là tựa game Harvest Moon 3DS thực sự đầu tiên, trước Harvest Moon: The Tale of Two Towns được phát triển cho DS và phát hành cho cả 3DS. A New Beginning gây chú ý bằng các tính năng mới, bao gồm khả năng tùy chỉnh hoàn toàn nhân vật, trang trại và thị trấn.

## Phát hành
Những người đặt hàng trước phiên bản đặc biệt sẽ nhận được một con bò nhồi bông và những người đặt hàng trước phiên bản thông thường sẽ nhận được một con bò tây tạng nhồi bông. Nhà phát hành Natsume thông báo vào ngày 17 tháng 10 năm 2012, trò chơi có doanh số vàng và có sự quan tâm "chưa từng có" trong phiên bản kỷ niệm 15 năm đặc biệt của loạt.

## Tiếp nhận
IGN đánh giá 8.3, hoặc "Tuyệt vời", trích dẫn các tính năng chỉnh sửa và tùy chỉnh nhân vật, mặc dù phần hướng dẫn ban đầu hơi rườm rà và chậm chạp.